# Amphisbaena stejnegeri
Amphisbaena stejnegeri là một loài bò sát trong họ Amphisbaenidae. Loài này được Ruthven mô tả khoa học đầu tiên năm 1922.